# Pycnocycla aitchisonii
Pycnocycla aitchisonii är en flockblommig växtart som beskrevs av Karl Heinz Rechinger och Harald Harold Udo von Riedl. Pycnocycla aitchisonii ingår i släktet Pycnocycla och familjen flockblommiga växter. Inga underarter finns listade i Catalogue of Life.